# 香巴拉国王

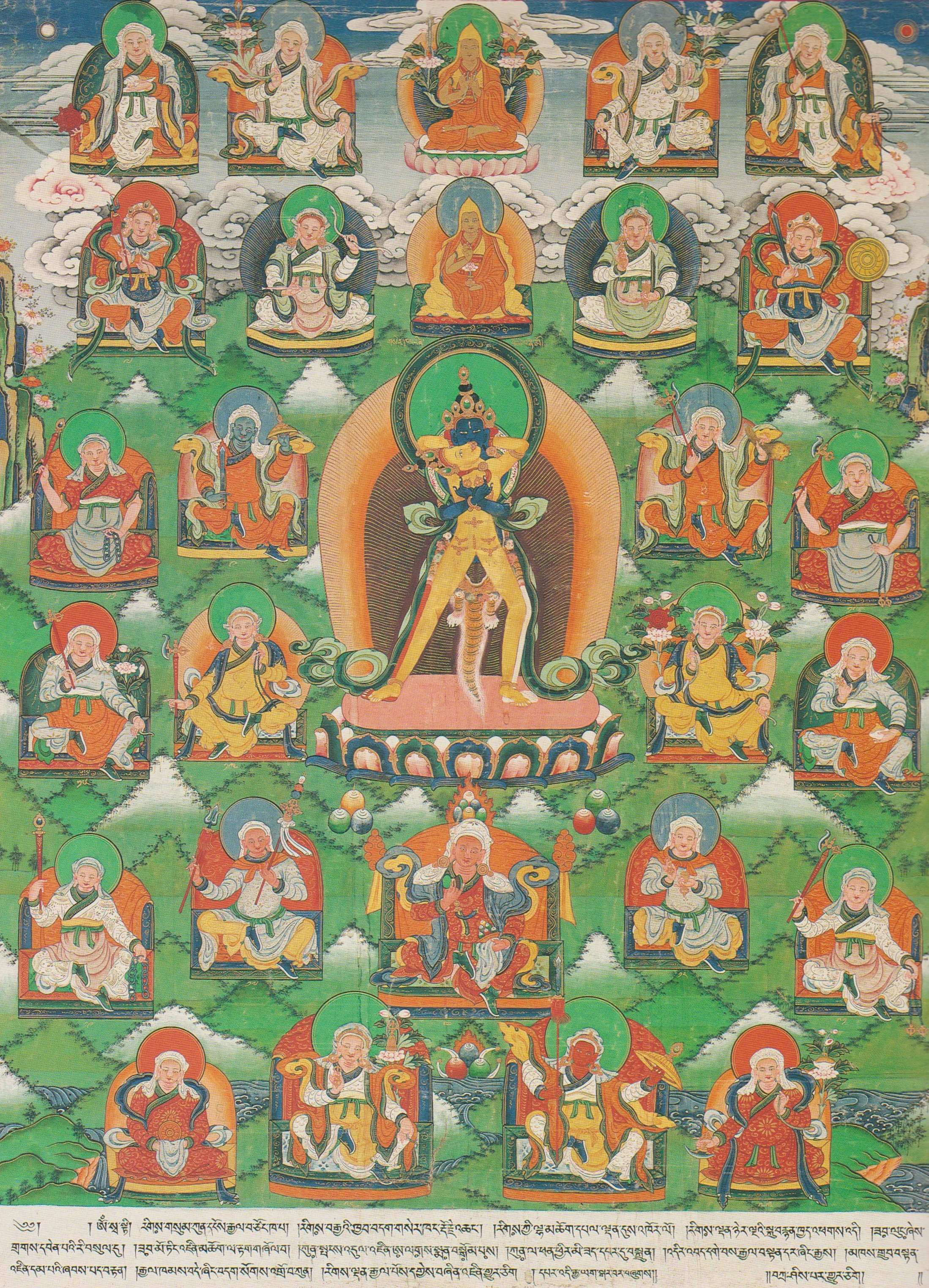
香巴拉的二十五位国王围绕着图正中的本尊

香巴拉国王指印度、西藏密宗佛教传说中的王国香巴拉的国王。

## 概述
第一位香巴拉国王是月贤（Suchandra，有时被误写为Chandrabhadra，又名达瓦桑波（Dawa Sangpo）），是释迦牟尼的弟子，传说是金剛手菩萨化身。